# Bestiarium
Bestiarium (middelalderlatin, fra latin bestia, dyr) er en samling moralske fabler fra middelalderen om faktiske eller mytologiske dyr.
Bestiarier var specielt populære i England og Frankrig omkring 1100-tallet og var hovedsagelig samlinger af tidligere tekster. Det ældste bestiarium i den form, som senere blev populariseret, var et anonymt græsk manuskript kaldet Physiologus. Dens beskrivelser er mere saglige, men omfatter også fantastiske beskrivelser af fabeldyr; for middelaldermenneskene var drager, enhjørninger, kentaurer og fauner virkelige væsner. Værket er i sig selv et sammendrag af antikkens kundskab og visdom om dyr af klassiske forfattere som Aristoteles’ Historia Animalium, og forskellige værker af Herodot, Plinius den Ældre, Gaius Julius Solinus, Claudius Aelianus (Aelian) og andre naturalister.
I kølvandet på Physiologus udvidede Isidor af Sevilla (Bog XII af Etymologiæ) og Ambrosius af Milano den religiøse forkyndelse med referencer til Bibelen og Septuaginta. Også andre forfattere udvidede eller modificerede tidligere modeller og forbedrede hele tiden det moralske indhold uden hensyn til den virkeligheden. De ofte fantasifulde nedtegnelser om sjældne dyr blev ivrigt læst og som regel opfattet som sande. Nogle få observationer i bestiarierne om fugle blev diskrediteret af naturfilosoffer i senere århundreder, for kun at blive genopdaget i den moderne videnskabelige tidsalder.